# خوسيه أغوستين راميريز ألتاميرانو
خوسيه أغوستين راميريز ألتاميرانو (بالإسبانية: José Agustín Ramírez Altamirano)‏ هو موسيقي مكسيكي، ولد في 11 يوليو 1903، وتوفي في 12 سبتمبر 1957.